# Continuüm (taalkunde)
Een continuüm is een verzameling taalvariëteiten die op een min of meer afgebakend oppervlak worden gesproken en slechts geringe verschillen ten opzichte van de rondom gelegen variëteiten vertonen. Daardoor is voor alle sprekers de communicatie met bewoners van nabijgelegen plaatsen relatief gemakkelijk en wordt de communicatie met het afleggen van grotere afstanden moeilijker door het groeiende verschil tussen de daar aangetroffen variëteit en die van de eigen woonplaats.
| |  | |
| Het dialect veranderde oorspronkelijk geleidelijk, onafhankelijk van de landsgrenzen. Grensbewoners die bij elkaar in de buurt wonen, kunnen elkaar probleemloos verstaan. |  | Door onderwijs en media ontstaat er een standaardtaal die voor het hele land geldt. Bij de landsgrens is er een abrupte verandering. Bewoners aan weerszijden van de grens verstaan elkaar niet meer. |

## Dialectcontinuüm vs. taalgrens
Doordat het onderscheid taal versus dialect in wezen geheel kunstmatig is, is vaak ook niet duidelijk of een bepaald taalgebied waarbinnen sprake is van wederzijdse verstaanbaarheid een dialectcontinuüm is of een gebied dat wordt doorkruist door meerdere taalgrenzen.

## Lingua franca
Door politieke of andere oorzaken kunnen sprekers van een deel van een dialectcontinuüm voor communicatie over lange afstanden overgaan op het gebruik van een zogenoemde lingua franca. Wanneer deze wordt ontwikkeld uit variëteiten binnen het dialectcontinuüm en een min of meer vaste norm krijgt, wordt hij vaak als standaardtaal aangeduid. Verruilen de sprekers hun oorspronkelijke variëteit geheel voor de bovenregionale variëteit, dan kan een dialectcontinuüm uiteenvallen.

## Voorbeelden

### Het Continentaal-West-Germaanse dialectcontinuüm
Het zogenoemde Continentaal-West-Germaanse dialectcontinuüm, dat de Germaanse variëteiten in Nederland, Vlaanderen, Luxemburg, Duitsland, Oostenrijk, Zwitserland, Italië en nog een paar kleine gebieden omvat, is een mooi voorbeeld waaraan zo'n ontwikkeling aanschouwelijk kan worden gemaakt. De niet gestandaardiseerde variëteiten van het noorden van dat gebied vormden de werktaal van de Hanze en voor de reiziger was communicatie over redelijk lange afstanden mogelijk.

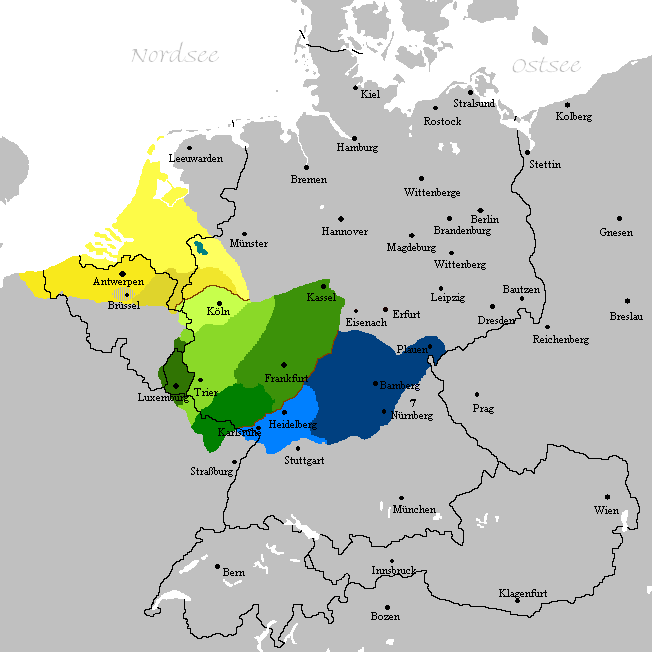
Verspreiding van de Frankische dialecten in het Nederlands-Duitse dialectcontinuüm. Het Nederfrankische taalgebied, dat onder andere het Nederlands en de Maas-Rijnlandse dialecten omvat, is geel, het Middelfrankische taalgebied, dat onder andere het Ripuarisch en het Moezelfrankisch omvat, is groen, het Zuid-Frankische taalgebied, dat een overgang naar het Opperduits vormt, is lichtblauw en het Oostfrankische taalgebied, dat ook een overgang naar het Opperduits vormt, is donkerblauw.

Binnen het continuüm hebben zich vanaf de 17e eeuw een Nederlandse en een Duitse standaardtaal ontwikkeld. Daardoor is enerzijds communicatie binnen het Nederlands-Vlaamse deel van het continuüm en anderzijds binnen het Duits-Luxemburgs-Zwitsers-Oostenrijks-Zuid-Tiroler gebied sterk vereenvoudigd. Doordat de nieuwe standaardtalen de plaats innamen van de oorspronkelijke variëteiten is de communicatie tussen die twee gebieden echter sterk bemoeilijkt. Een verdere opsplitsing van het continuüm lijkt in zicht door de nationale standaardiserings-tendensen in Luxemburg.
Een actueel voorbeeld is het Duitse deel van het Maas-Rijnlandse dialectcontinuüm dat diverse Nederfrankische dialecten in het huidige Duitse taalgebied omvat. Dit gebied sluit geografisch en taalkundig aan op dat van de Limburgse en Zuid-Gelderse dialecten in het zuidoostelijke deel van Nederland. Het begrip Maas-Rijnland heeft in ruimere zin dan ook betrekking op het hele Zuidoost-Nederfrankische taal- en dialectgebied in de zogenoemde Maas-Rijndriehoek, thans behorend tot drie landen, waar ook de dialecten van Nederlands en Belgisch Limburg deel van uitmaken. In de middeleeuwen en nog lang daarna heeft dit gebied een zekere culturele eenheid gevormd. Taalkundig bestaat die eenheid nog altijd in het Nederfrankische dialectcontinuüm in deze regio, dat de grenzen van België, Nederland en Duitsland overschrijdt. De staatsgrens tussen Nederland en Duitsland is echter meer en meer een taalgrens aan het worden, vooral sedert de Tweede Wereldoorlog. Een studie uit 2008 in het grensoverschrijdende Kleverlandse dialectgebied, dat vroeger als dialectcontinuüm werd opgevat, concludeerde dat de staatsgrens nu een taalgrens is geworden en een scherpe scheiding vormt tussen de Nederlandse en Duitse dialecten.

### Gurage-talen
De in het zuidwesten van Ethiopië gesproken Gurage-talen worden soms als dialecten van een en dezelfde taal (het "Gurage") gezien. Een zin als Hij bedekte het dak met stro verschilt in al deze talen slechts minimaal (bijv. door een al dan niet geaspireerde k, een stemhebbende of stemloze dentaal, r of n).

### Bangi-Ngomba-talen
In de Centraal-Afrikaanse Republiek en Zaïre worden een aantal Bangi-Ntomba-talen gesproken, die onderling minder verschillen dan de verschillende dialecten van het Duits van elkaar verschillen. Volgens veel taalkundigen is hier dan ook sprake van een grensoverschrijdend dialectcontinuüm.

### Servo-Kroatisch
De verschillende dialecten van het Servisch en het Kroatisch zijn ook vaak wederzijds verstaanbaar. Volgens taalkundigen is hier dan ook sprake van een dialectcontinuüm, dat zich bij uitbreiding zelfs nog verder uitstrekt tot in Bulgarije en Noord-Macedonië.